# Szürkefejű babérgalamb
A szürkefejű babérgalamb (Columba bollii) a madarak osztályának galambalakúak (Columbiformes) rendjében a galambfélék (Columbidae) családjába tartozó faj.
Tudományos nevét Carl Bolle német természettudósról kapta.

## Előfordulása
A Spanyolországhoz tartozó Kanári-szigeteken honos. La Palma, Tenerife és La Gomera szigetének magasabb hegyein él. Elég ritka faj, összállományát 1700 egyedre becsülik.

## Megjelenése
Testhossza 37–40 centiméter. Színezete többnyire sötétszürke, ami jól elkülöníti közeli rokonától, a döntően sötétbarna szürke farkú babérgalambtól (Columba junoniae). Ugyancsak megkülönböztető jel, hogy a farkán sötét sávok húzódnak.

## Életmódja
Mint a neve is mutatja, a babérlombú erdőkben él, többnyire magasabb szinteken, mint a szürkefarkú babérgalamb.

## Szaporodása
Mint a galambfélék többsége, ez a faj is fákra építi ágakból rendetlennek tűnő fészkét. Egyetlen fehér tojást rak.